# Hašim Mach'amid
Hašim Mach'amid (hebrejsky האשם מחאמיד‎, arabsky هاشم محاميد‎) byl izraelský politik, poslanec Knesetu za strany Chadaš, Chadaš-Balad, Balad, Sjednocená arabská kandidátka a Pokroková národní aliance.

## Biografie
Narodil se 18. února 1945 ve městě Umm al-Fachm. Vystudoval v bakalářském a magisterském programu na Telavivské univerzitě. Pracoval jako vzdělávací poradce. Hovořil arabsky a anglicky. Patřil do komunity izraelských Arabů.

## Politická dráha
Působil jako starosta města Umm al-Fachm a člen sekretariátu organizace sdružující izraelské Araby.
V izraelském parlamentu zasedl poprvé po volbách v roce 1988, v nichž kandidoval za stranu Chadaš. Mandát ale získal dodatečně v lednu 1990 jako náhradník po rezignaci Me'ira Vilnera. Byl pak členem výboru pro vzdělávání a kulturu. Mandát obhájil ve volbách v roce 1992, opět za Chadaš. Nastoupil jako člen do výboru pro státní kontrolu, výboru pro drogové závislosti a výboru pro vzdělávání a kulturu. Předsedal podvýboru pro drogové závislosti v arabském sektoru. Opětovně byl zvolen ve volbách v roce 1996, nyní za společnou kandidátní listinu Chadaš-Balad, která se ale v průběhu volebního období rozpadla a Mach'amid přešel do klubu Balad. Zasedal ve výboru pro drogové závislosti, výboru pro vědu a technologie, výboru pro vzdělávání a kulturu a výboru pro jmenování islámských soudců.
Znovu se do Knesetu dostal po volbách v roce 1999. Tentokrát jako kandidát Sjednocené arabské kandidátky. Z jejího klubu ale během funkčního období vystoupil a založil vlastní politickou formaci nazvanou Pokroková národní aliance. Byl aktivní jako člen výboru práce, sociálních věcí a zdravotnictví, výboru pro zahraniční dělníky a výboru zahraničních záležitostí a obrany.
Ve volbách v roce 2003 kandidoval za Pokrokovou národní alianci, ale mandát neobhájil.